# Schlotheimia chamissonis
Schlotheimia chamissonis är en bladmossart som beskrevs av Hornschuch 1840. Schlotheimia chamissonis ingår i släktet Schlotheimia och familjen Orthotrichaceae. Inga underarter finns listade i Catalogue of Life.